# Natriumpyrofosfaat
Natriumpyrofosfaat of tetranatriumdifosfaat is een kleurloos natriumzout van pyrofosforzuur. Het behoort tot de pyrofosfaten. De molecuulformule is  Na4P2O7. De naam difosfaat wordt ook wel gebruikt. Als toevoeging aan levensmiddelen heeft natriumpyrofosfaat het E-nummer E 450c.

## Productie
Natriumpyrofosfaat kan in een tweestapsreactie gewonnen worden uit natriumwaterstoffosfaatdodecahydraat. In ethanol wordt deze stof omgezet in natriumwaterstoffosfaatdihydraat, dat bij 500 °C in natriumpyrofosfaat wordt omgezet.
{\displaystyle {\ce {2Na2HPO4 . 12H2O -> 2Na2HPO4 . 2H2O + 20H2O}}}
{\displaystyle {\ce {2Na2HPO4 . 2H2O -> Na4P2O7 . 10H2O + 11H2O}}}

## Toepassingen
Natriumpyrofosfaat wordt gebruikt in was- en afwasmachinespoelmiddelen en tandpasta, als emulgator van vetten en oliën en als waterontharder, in bakpoeders en bij de kaasbereiding.
Ook wordt de stof gebruikt voor de stabilisering van waterstofperoxide en als decahydraat als dispersiemiddel in een waterzuiveringsinstallatie volgens DIN 18123.